# Khūrvīn
Khūrvīn (persiska: خوروين, خوردين) är en ort i Iran.   Den ligger i provinsen Alborz, i den norra delen av landet, 60 km nordväst om huvudstaden Teheran. Khūrvīn ligger 1 567 meter över havet och antalet invånare är 866.
Terrängen runt Khūrvīn är huvudsakligen kuperad, men åt sydväst är den platt.Runt Khūrvīn är det ganska tätbefolkat, med 86 invånare per kvadratkilometer. Närmaste större samhälle är Naz̧arābād, 19,9 km väster om Khūrvīn. Trakten runt Khūrvīn består i huvudsak av gräsmarker.